# 1162-й стрелковый полк
1162-й стрелковый Минский полк  — воинская часть СССР в Великой Отечественной войне, входил в состав 352-й Оршанской Краснознамённой ордена Суворова стрелковой дивизии.

## Формирование
Сформирован с 27 августа по 12 ноября 1941 года в г. Бугульме (Приволжский военный округ) Татарской АССР в составе 352-й стрелковой дивизии. 7 ноября 1941 г. полку вручено шефское знамя «от имени трудящихся ТАССР». Направлен на Западный фронт, во время марша имел 2-х недельную стоянку в г. Горьком.

## 1941 год
1 декабря 1941 года полк прибыл в Ховрино под Москвой и вливается в состав 20-й армии Западного фронта.
24 декабря 1941 года в 02:00 получил боевой приказ на наступление на деревню Ивановское. В тот же день деревня Ивановское была взята, была выполнена первая боевая операция полка. К исходу того же дня полк перешёл в наступление на деревню Михайловское.
26 декабря 1941 года к исходу дня 1-й батальон ворвался в деревню Михайловское и всю ночь вёл бой с противником.
27 декабря 1941 года к утру деревня была занята и очищена от противника. В тот же день полк сосредотачивается в лесу южнее деревни Михайловское для наступления на деревню Тимомино, но приказ был отменён и полк получил приказ наступать на деревню Тимково.

## 1942 год
В конце апреля 1942 года перешёл к обороне, заняв полосу обороны в 6-7 км.

## 1943 год
7 марта подразделения 1162-го полка завязали бой за деревню Ломы, обороняемую немецким гарнизоном, которой насчитывал 230 человек. После ожесточённого боя и рукопашной схватки, освободив Ломы, воины 1162-го полка, взаимодействуя с воинами 1158-го полка, с ходу атаковали деревню Баскаково и к вечеру после короткого, но упорного боя освободили её. Удар был настолько стремителен, что противник не успел сжечь деревню и вынуждены был поспешно отойти на рубеж Дубровки, где организовали сопротивление. До 4 часов утра части дивизии вели упорный бой и наконец, сломив сопротивление врага, заставили фашистов оставить Дубровку. Подразделения 1162-го полка, не встречая сильного сопротивления, к полудню овладели Митино. Затем части дивизии освободили Вятское и вошли в лес севернее д. Синьково. Целый день длился тяжёлый бой. Поздно ночью подразделения 1162-го полка ворвались в деревню и вышибли гитлеровцев из неё. Приказом штаба 5-й армии 352-я сд. на несколько дней была переведена в резерв командующего, а 13 марта выступила в направлении Вязьмы.

## Награды и именования
| Награда (наименование)          | Дата             | За что получена               |
| ------------------------------- | ---------------- | ----------------------------- |
| почётное наименование «Минский» | 3 июля 1944 года | за освобождение города Минска |

## Командиры
- Агафонов Василий Сергеевич, капитан, затем майор, убит в бою в д. Груздево Гжатского района Смоленской обл. (с начала формирования до 05.03.1942);
- Луценко, старший лейтенант (с 05.03.1942);
- Марусняк Наум Николаевич, майор (с марта (?) 1942 г.);
- Мешков Леонид Михайлович, майор (на март и апр. 1943 г.);
- Кононенко Виталий Антонович, подполковник

## Навечно в списках части
- Чадия Левон Платонович (1907-1943), рядовой, погиб 08.03.1943 г., посмертно награждён орденом Красной Звезды, навечно зачислен в списки 4-й роты 1162-го сп.

## Известные мемориалы
| Место расположения                                                                     | Датировка     | Год установки памятника | Количество похороненных |
| -------------------------------------------------------------------------------------- | ------------- | ----------------------- | ----------------------- |
| Россия, Московская обл., Волоколамский район, с. Ивановское (два воинских захоронения) | 1941 г.       | 1957 и 1963 гг.         | 98 и 21 чел.            |
| Россия, Московская обл., Волоколамский район, д. Михайловское                          | 1941 г.       | 1952 г.                 | 782 чел.                |
| Россия, Московская обл., Волоколамский район, д. Тимково                               | 1941 г.       | 1962 г.                 | 243 чел.                |
| Белоруссия, Витебская обл, Дубровенский район, д. Баево                                | 1943—1944 гг. | 1960 г.                 | 706 чел. (689 чел.)     |

Калининградская обл., Багратионовский район, п. Пятидорожное. Мемориальный комплекс. 
1500 чел.
Примечания:
1. В указанных братских захоронениях могут находиться тела павших воинов и из других частей, а в отдельных случаях и из других соединений.
2. В скобках указано количество захороненных воинов, чьи имена установлены.